# وارد (ویرجینیای غربی)
وارد (به انگلیسی: Ward) یک منطقهٔ مسکونی در ایالات متحده آمریکا است که در شهرستان کاناوا، ویرجینیای غربی واقع شده‌است. وارد ۲۱۶٫۱۱ متر بالاتر از سطح دریا واقع شده‌است.